# Trakai

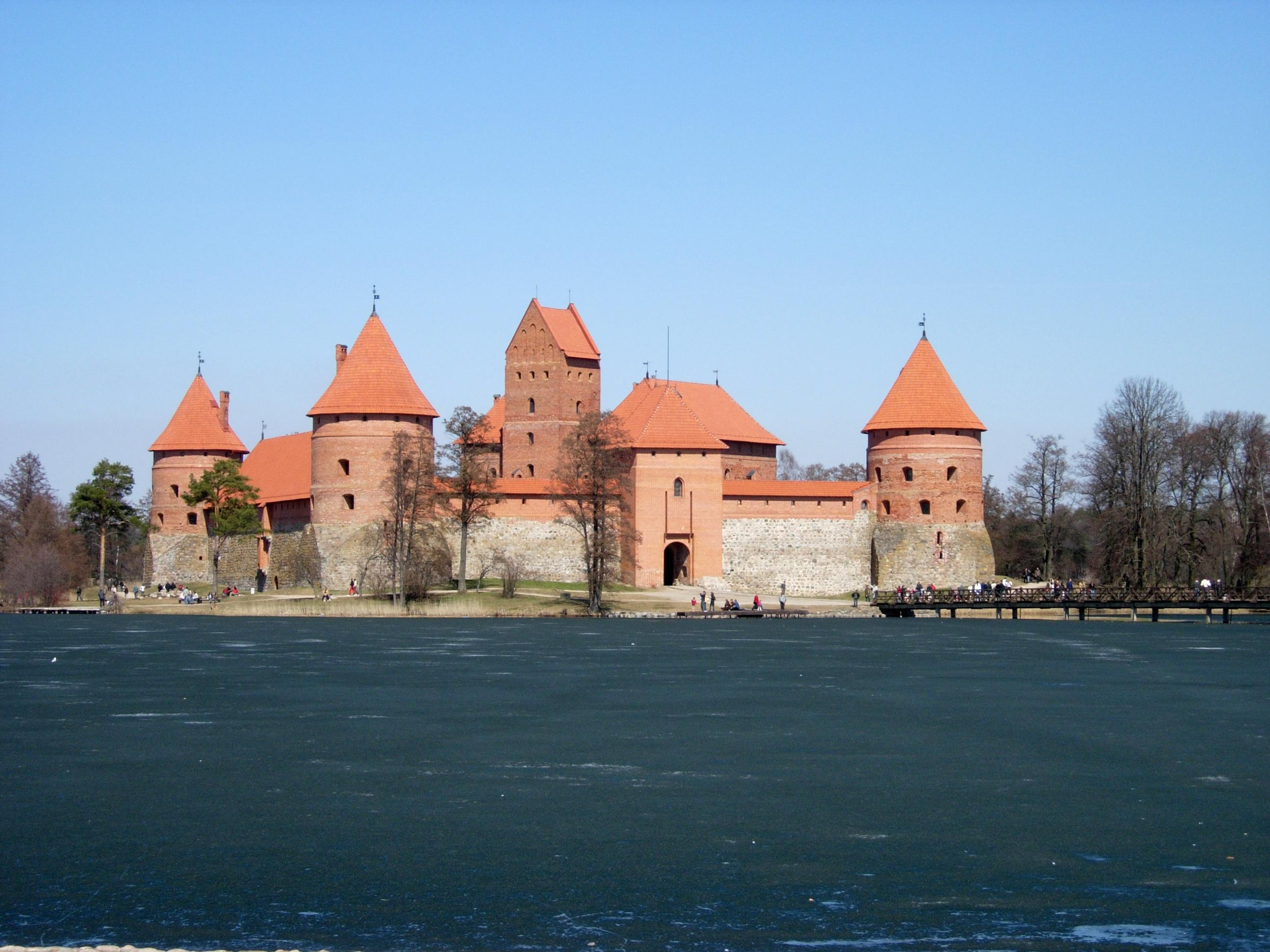
Öslottet i Trakai från sjösidan

Trakai är en stad i provinsen Vilnius i Litauen. Trakai är känt för sin slottsanläggning och sin nationalpark. Staden har 4 933 invånare (2011) och är administrativ huvudort i distriktet Trakai, som har 33 604 invånare (2011). Staden var de facto huvudstad i Litauen under 1300-talet. Storfursten Vytautas den store utvidgade staden väsentligt. I Trakai finns två slott, ett äldre som började byggas runt år 1350 beläget på en halvö, och ett beläget på en ö strax norr om den gamla staden. Det nyare slottet nås via en träbro, och är ett populärt turistmål.

## Karaimer
Trakai är ett av de få ställen i världen som har en karaimisk minoritet. Storfurste Vytautas bjöd år 1397 in flera hundra karaimiska familjer från Krim till att bo i Trakai. Syftet med inbjudan var att karaimerna skulle tjänstgöra som slottsvakter vid slottet i Trakai. Än i vår tid bor en handfull karaimer i Trakai. Längs med Karaimu gatve kan besökaren se ett flertal av deras karakteristiska hus. Här finns också en kenesa, vilket är karaimernas gudstjänstlokal. 

## Sport
- FK Trakai (2006–2013).